# Kletné

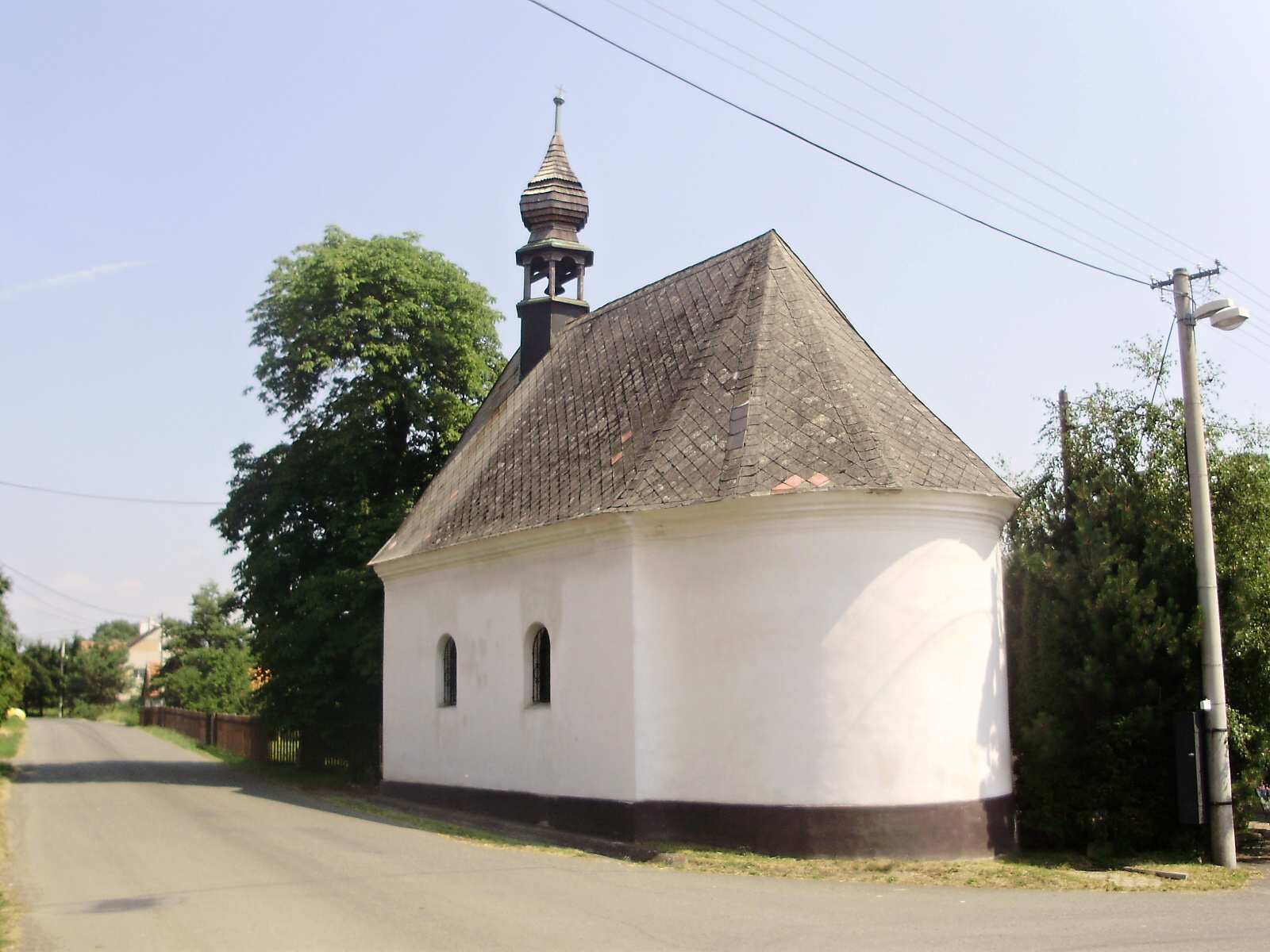
Kapelle des hl. Franziskus

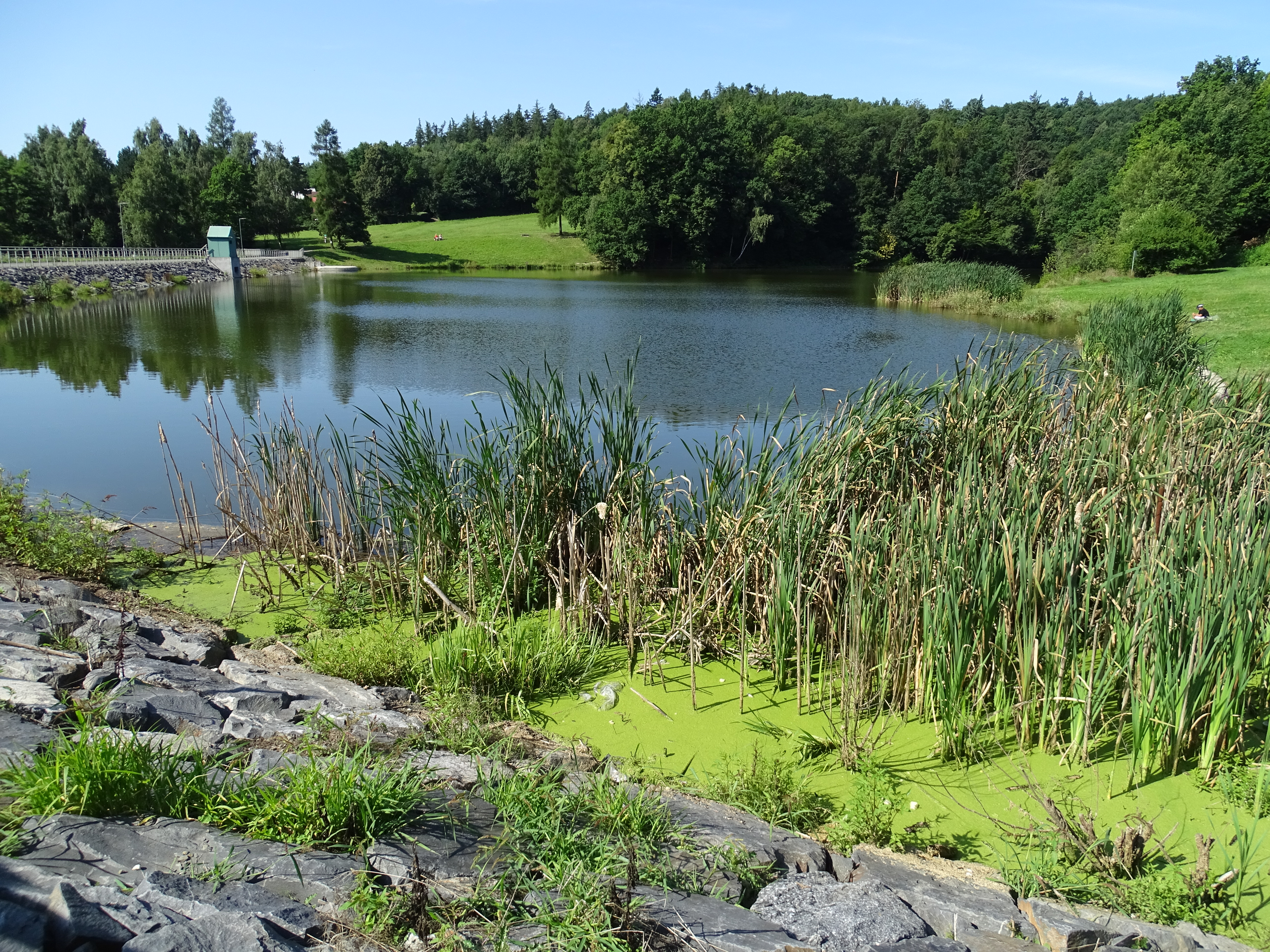
Stausee Kletné

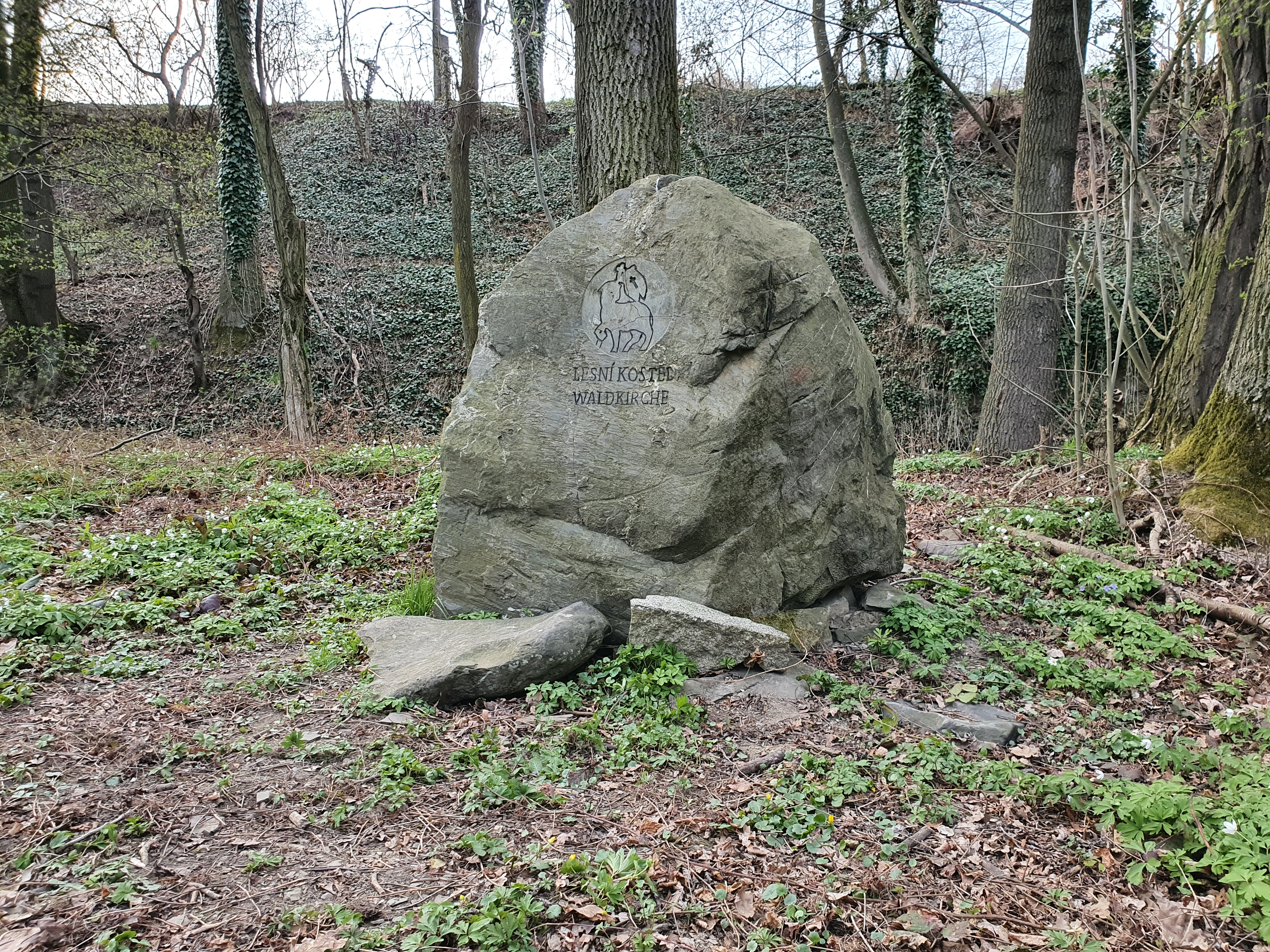
Gedenkstein Waldkirche

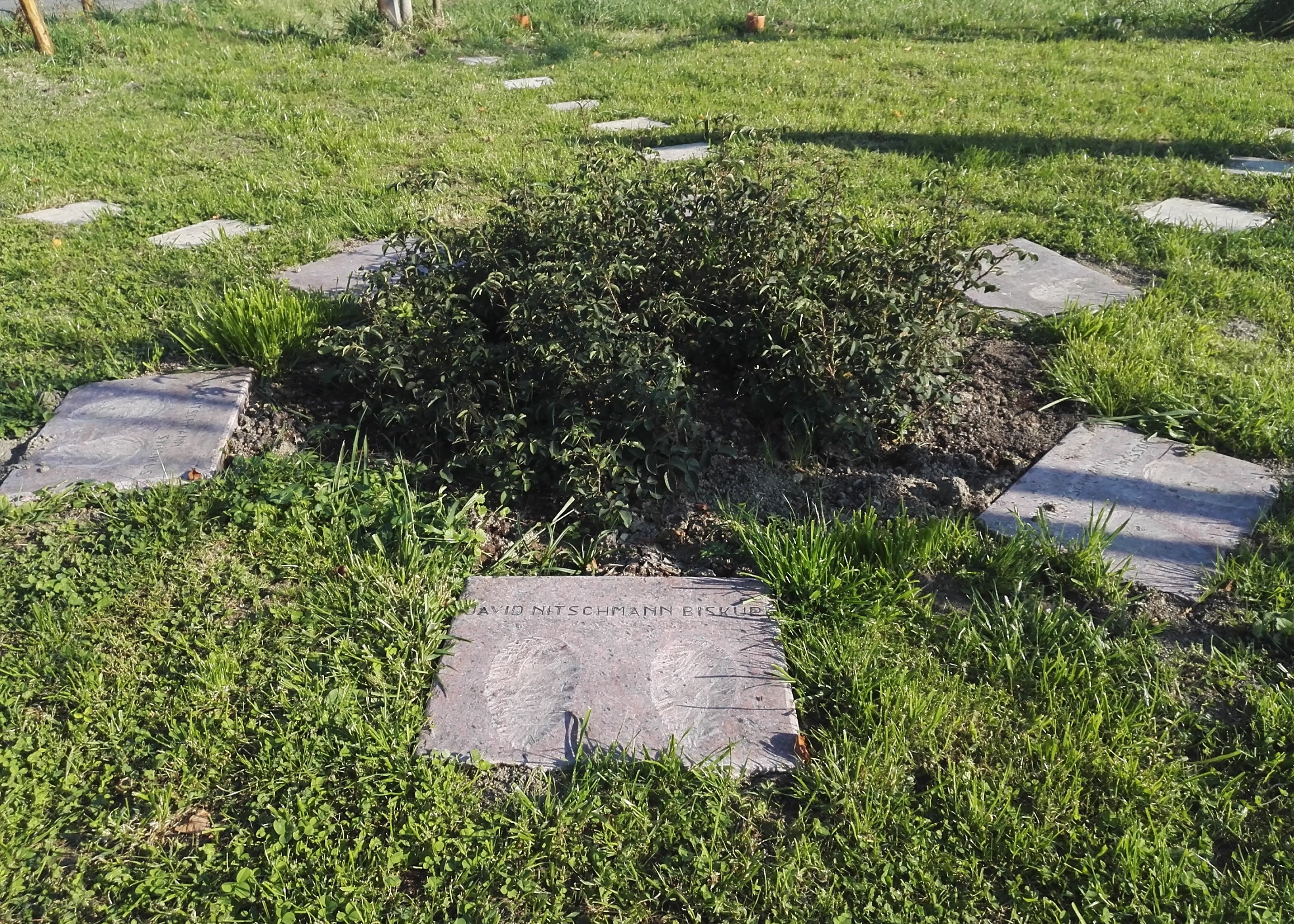
Gedenktafel für Bischof Nitschmann auf dem Rosenanger

Kletné (deutsch Kletten, älter auch Klötten) ist ein Ortsteil der Gemeinde Suchdol nad Odrou (Zauchtel) in Tschechien. Er liegt fünf Kilometer südlich von Fulnek und gehört zum Okres Nový Jičín.

## Geographie
Der als Rundling angelegte Ort befindet sich linksseitig über dem Tal des Kletenský potok (Klettner Bach) in der Vítkovská vrchovina (Wigstadtler Bergland) auf dem Fulnek-Pohorscher Plateau (Pohořské vrchy). Auf dem Dorfanger liegt ein annähernd kreisrunter Teich mit einer Fläche von ca. 2000 m². Nördlich erheben sich die Vrchy (361 m n.m.), im Osten der Pahorek (358 m n.m.), südwestlich die Olšová (Olschenberg, 475 m n.m.) und im Westen der U mlýna (Windmühle, 479 m n.m.). Südlich des Dorfes liegt der Stausee Kletné; einen reichlichen Kilometer östlich verläuft die Autobahn D 1. Das Dorf ist Teil des Naturparks Oderské vrchy (Oderberge).
Nachbarorte sind Jerlochovice (Gerlsdorf) und Fulnek im Norden, Stachovice (Stachenwald) und Hladké Životice (Seitendorf) im Nordosten, Nový Rybník, Bartošovice (Partschendorf) und Hukovice (Hausdorf) im Osten, Kunín (Kunewald) und Suchdol nad Odrou im Südosten, Hospůdka und Mankovice (Mankendorf) im Süden, Pohoř (Pohorsch) im Südwesten, Odry (Odrau) im Westen sowie Vítovka (Werdenberg), Hvězdová (Sternfeld) und Jestřabí (Jastersdorf) im Nordwesten.

## Geschichte
Die erste schriftliche Erwähnung des zur Herrschaft Fulnek gehörigen Dorfes Klettne erfolgte im Jahre 1396 in einem Verzeichnis der zur Augustiner-Pfarrei Fulnek gehörigen Ortschaften; Grundherr war zu dieser Zeit Beneš (III.) von Krawarn und Fulnek auf Mährisch Krumau. Nach dessen Tod erbte 1398 Wok (IV.) von Krawarn († 1406) auf Titschein, Partschendorf und Stramberg die Herrschaft Fulnek mit den zugehörigen Dörfern, darunter auch Klettna. Diesem folgte sein Sohn Drslav von Krawarn auf Titschein und Fulnek. Durch Erbteilung fielen die Herrschaften Helfenstein und Fulnek (mit den Dörfern Clemenzdorf, Seibotindorf, Zauchenthal und Klettna) danach Ladislav von Krawarn zu, der 1437 von Agnes von Sternberg († 1422), einer Tochter des Troppauer Herzogs Přemysl I., beerbt wurde. Der Troppauer Herzog Viktorin veräußerte 1475 die Herrschaft Fulnek an Johann von Zierotin, der sie 1480 in der Olmützer Landtafel einlegen ließ; damit gelangte auch Klettna an Mähren. 
Im Laufe der Zeit waren verschiedene Namensformen des Ortsnamens gebräuchlich: Kletná (ab 1475), Kletné (ab 1512), Kletný (1541), Kletten (ab 1554) sowie Kletno (1629). 1594 wurde das Dorf der Filialkirche in Pohorsch zugeordnet. Die ersten Kirchenbücher wurden 1637 in Fulnek geführt. 1784 stiftete der Religionsfonds eine Lokalie in Pohorsch, zu der die Dörfer Jastersdorf und Kletten gehörten. Kletten wurde jedoch noch im selben Jahre nach Zauchtl umgepfarrt. Weitere Namensformen waren Kletna (1772) und Klöttna (1798). Im Jahre 1805 starb ein Viertel der Einwohner an einer Seuche. 1815 ließ die Gemeinde ein Schulhaus errichten. Die Kapelle wurde 1825 auf Kosten der Gemeinde gebaut und zunächst der Dreifaltigkeit, später dem hl. Franziskus gewidmet. 
Im Jahre 1834 bestand das im Prerauer Kreis an der Handelsstraße nach Neutitschein gelegene Dorf Klötten bzw. Kletenj aus 57 Häusern, in denen 423 deutschsprachige Personen lebten. Haupterwerbsquelle war die Landwirtschaft. Im Ort gab es eine Mittelschule, die Franziskuskapelle mit Friedhof und eine Windmühle. Pfarrort war Zauchtl.  Bis zur Mitte des 19. Jahrhunderts blieb Klötten der Allodialherrschaft Fulnek untertänig.
Nach der Aufhebung der Patrimonialherrschaften bildete Klötten ab 1849 einen Ortsteil der Gemeinde Pohorsch im Gerichtsbezirk Fulnek. 1868 wurde Kletten / Kletny eigenständig. Ab 1869 gehörte Kletten zum Bezirk Neutitschein. Zu dieser Zeit hatte das Dorf 366 Einwohner und bestand aus 57 Häusern. Das alte Schulhaus wurde 1883 abgebrochen und durch einen Neubau ersetzt. Im Jahre 1900 lebten in Kletten 354 Personen; 1910 waren es 348. Nach dem Zusammenbruch der k.k. Monarchie wurde die Gemeinde 1918 Teil der neu gebildeten Tschechoslowakei. Beim Zensus von 1921 lebten in den 61 Häusern von Kletten 335 Menschen, davon 325 Deutsche und fünf Tschechen. Der tschechische Ortsname wurde 1921 in Kletné geändert. Im Jahre 1930 bestand Kletten aus 64 Häusern und hatte 357 Einwohner; 1939 waren es 292. Nach dem Münchner Abkommen wurde die Gemeinde im Herbst 1938 dem Deutschen Reich zugeschlagen und gehörte bis 1945 zum Landkreis Neu Titschein. Nach dem Ende des Zweiten Weltkrieges kam Kletné 1945 zur Tschechoslowakei zurück, die meisten der deutschsprachigen Bewohner wurden 1946 vertrieben und das Dorf neu besiedelt. Im Jahre 1950 hatte die Gemeinde 273 Einwohner und bestand aus 79 Häusern. 1970 hatte Kletné 204 Einwohner. 1973 wurden Kletné und Suchdol nad Odrou von einem gemeinsamen Örtlichen Nationalausschuss geführt; mit Beginn des Jahres 1974 erfolgte die Eingemeindung nach Suchdol nad Odrou. 1991 lebten in den 36 Wohnhäusern von Kletné 129 Personen. Beim Zensus von 2011 hatte das Dorf 171 Einwohner und bestand aus 60 Häusern.

## Ortsgliederung
Der Ortsteil Kletné bildet einen Katastralbezirk.

## Sehenswürdigkeiten
- Franziskuskapelle, erbaut 1825
- Steinernes Kreuz vor der Kapelle, geschaffen 1853
- Steinernes Kreuz, an der Hauptstraße im südlichen Teil des Dorfes
- Stausee Kletné, südlich des Dorfes am Kletenský potok
- Gedenkstein an der Martin-Schneider-Waldkirche / Lesní kostel, unterhalb der Talsperre am Kletenský potok. Zur Zeit der Gegenreformation befand sich dort ein geheimer Versammlungsort der Brüdergemeinde
- Gedenkstätte Rosenanger / Růžový palouček am Straßenabzweig nach Pohoř. Sie erinnert an fünf Exulanten aus Zauchtel, die 1724 nach Herrnhut auswanderten.
- Gedenkstein zum 20. Jubiläum des Tschechoslowakischen Pony-Express, errichtet 2005 am Parkplatz der Talsperre